# الجمعية المغربية للإنترنت
الجمعية المغربية للإنترنت هي جمعية غير حكومية وغير ربحية تُعتبر بمثابة الفرع المغربي من جمعية الإنترنت العالمية.

## لمحة تاريخية
تأسست الجمعية المغربية للإنترنت في نوفمبر عام 1994 كجزء من الجمعية العالمية للإنترنت، بهدف نقل الاهتمامات المحلية إلى منظمات الإنترنت العالمية ذات الصلة. كانت الجمعية العالمية للإنترنت قد تأسست على يد فينت سيرف وروبرت خان في سبتمبر عام 1992 بهدف توحيد معايير وسياسات الإنترنت حول العالم.

## الأعضاء
يُعتبر كُل عضو في الجمعية المغربية للإنترنت عضوًا أيضًا في الجمعية العالمية للإنترنت، والتي تضم ما يزيد عن 103 ألف عضو موزعين على 129 فرع للجمعية حول العالم، ومن بينها فرع الجمعية في المغرب. يشغل سعيد بنصبيح منصب رئيس الجمعية المغربية للإنترنت في الوقت الحالي.

## الأنشطة والأهداف
تشترك الجمعية المغربية للإنترنت في أهدافها مع الأهداف العالمية لمجتمع الإنترنت، والتي أعلنت الجمعية العالمية للإنترنت عنها في خطة التشغيل الاستراتيجية لها. وتركز الجمعية المغربية للإنترنت في أنشطتها على الأنشطة المحلية والدولية لجعل أسس ومعايير الإنترنت معروفة بشكل أفضل للمجتمع.